# Lista de cidades da China por população
Abaixo está o ranking das cidades na República Popular da China (PRC) por população.
De acordo com as Subdivisões da República Popular da China, existem três níveis de cidades, ou seja, municípios, Prefeitura com nível de cidade (地级市), e de nível de concelho de cidades.
Municipalidade e cidades com nível de prefeitura não são cada uma "cidade" no sentido estrito do termo, mas sim uma unidade administrativa, que inclui, normalmente, tanto um núcleo urbano (uma cidade, em sentido estrito) e áreas rurais circundantes ou menor grau de áreas urbanizadas geralmente muitas vezes a dimensão da central, construiu-se núcleo. Prefeitura de nível cidades quase sempre conter vários concelhos, concelho de nível de cidades, e outras subdivisões. Para distinguir uma prefeitura da cidade ao nível da sua própria área urbana (cidade no sentido estrito do termo), o termo市区shìqū ( "zona urbana") é usado. No entanto, mesmo este termo engloba muitas vezes grandes regiões suburbanas vezes superior a 1000 milhas quadradas (3.000 km²), mas não inclui as zonas rurais
| Cidade                  | População da Área Urbana | Nível                             | População da área Administrativa |
| ----------------------- | ------------------------ | --------------------------------- | -------------------------------- |
| 上海 Xangai             | 15 800 000 (2007)        | Municipalidade                    | 19 000 000 (2008)                |
| 北京 Pequim             | 13 200 000 (2007)        | Municipalidade                    | 17 430 000 (2007)                |
| 广州 Cantão             | 11 000 000 (2007)        | Capital Provincial                | 15 000 000 (2007)                |
| 深圳 Shenzhen           | 8 500 000 (2006)         | Cidade de Zona Econômina Especial | 13 300 000 (2007)                |
| 天津 Tianjin            | 8 200 000                | Municipalidade                    | 11 500 000 (2007)                |
| 重庆 Chongqing          | 7 500 000                | Municipalidade                    | 31 442 300 (2007)                |
| 南京 Nanjing            | 7 000 000                | Capital Provincial                | 7 100 000 (2007)                 |
| 武汉 Wuhan              | 6 600 000                | Capital Provincial                | 9 400 000 (2007)                 |
| 东莞 Dongguan           | 6 500 000 (2007)         | Prefeitura                        |                                  |
| 杭州 Hangzhou           | 6 300 000                | Capital Provincial                | 7 000 000 (2007)                 |
| 沈阳 Shenyang           | 5 060 000                | Capital Provincial                | 7 500 000 (2007)                 |
| 哈尔滨 Harbin           | 4 750 000                | Capital Provincial                | 9 873 742 (2007)                 |
| 成都 Chengdu            | 4 750 000                | Capital Provincial                | 11 300 000 (2007)                |
| 郑州 Zhengzhou          | 4 360 000                | Capital Provincial                | 7 500 000 (2007)                 |
| 济南 Jinan              | 4 000 000                | Capital Provincial                | 6 300 000 (2007)                 |
| 青岛 Qingdao            | 3 800 000                | Cidade Sub-provincial             | 8 000 000 (2007)                 |
| 西安 Xi'an              | 3 800 000                | Capital Provincial                | 10 500 000 (2007)                |
| 大连 Dalian             | 3 500 000                | Cidade Sub-provincial             | 6 200 000 (2007)                 |
| 汕头 Shantou            | 3 200 000                | Cidade zona económica especial    | 7 600 000 (2006)                 |
| 惠州 Huizhou            | 2 900 000                | Prefeitura                        | 3 210 000 (2006)                 |
| 淄博 Zibo               | 3 000 000                | Prefeitura                        | 4 500 000 (2006)                 |
| 福州 Fuzhou             | 2 600 000                | Capital Provincial                | 7 000 000 (2006)                 |
| 长沙 Changsha           | 2 520 000                | Capital Provincial                | 6 103 000 (2007)                 |
| 南昌 Nanchang           | 2 440 000                | Capital Provincial                | 4 507 000 (2007)                 |
| 无锡 Wuxi               | 2 400 000                | Prefeitura                        | 4 800 000 (2006)                 |
| 苏州 Suzhou             | 2 400 000                | Prefeitura                        | 6 400 000 (2006)                 |
| 长春 Changchun          | 2 290 000                | Capital Provincial                | 7 400 000 (2007)                 |
| 贵阳 Guiyang            | 2 180 000                | Capital Provincial                | 3 320 000 (2007)                 |
| 烟台 Yantai             | 2 000 000                | Cidade Sub-provincial             | 6 468 200 (2003)                 |
| 昆明 Kunming            | 3 055 000                | Capital Provincial                | 6 800 000 (2007)                 |
| 宁波 Ningbo             | 2 182 000                | Cidade Sub-provincial             | 5 646 000                        |
| 石家庄 Shijiazhuang     | 2 090 000                | Provincial capital                | 9 500 000 (2007)                 |
| 兰州 Lanzhou            | 2 060 000                | Capital Provincial                | 3 400 000 (2007)                 |
| 徐州 Xuzhou             | 1 900 000                | Prefeitura com nível de cidade    | 9 600 000 (2006)                 |
| 乌鲁木齐 Ürümqi         | 1 830 000 (2007)         | Capital Provincial                | 2 500 000 (2006)                 |
| 唐山 Tangshan           | 1 700 000                | Prefeitura                        | 3 000 000 (2006)                 |
| 洛阳 Luoyang            | 1 500 000                | Prefeitura                        | 6 700 000 (2006)                 |
| 南通 Nantong            | 1 500 000                | Prefeitura                        | 8 100 000 (2006)                 |
| 齐哈尔 Qiqihar          | 1 438 000                | Prefeitura                        | 6 000 000 (2006)                 |
| 呼和浩特 Hohhot         | 1 300 000                | Capital Provincial                | 5 000 000 (2006)                 |
| 开封 Kaifeng            | 801 000                  | Prefeitura                        | 4 800 000 (2004)                 |
| 合肥 Hefei              | 1 100 000                | Capital Provincial                | 4 650 000 (2006)                 |
| 连云港 Lianyungang      |                          | Prefeitura                        | 5 000 000 (2006)                 |
| 滁州 Chuzhou            |                          | Prefeitura                        | 4 500 000 (2006)                 |
| 绍兴 Shaoxing           |                          | Prefeitura                        | 4 347 200 (2004)                 |
| 太原 Taiyuan            |                          | Prefeitura                        | 4 000 000 (2006)                 |
| 吉林市 Jilin            | 1 900 751                | Prefeitura                        | 4 350 000                        |
| 信阳 Xinyang            | 1 732 000                | Prefeitura                        | 7 425 000                        |
| 大同 Datong             | 1 426 000 (2004)         | Prefeitura                        | 3 119 000 (2005)                 |
| 南宁 Nanning            | 1 400 000                | Capital Provincial                | 3 200 000 (2006)                 |
| 包头 Baotou             | 1 400 000                | Prefeitura                        | 2 400 000 (2006)                 |
| 邯郸 Handan             | 1 390 000 (2004)         | Prefeitura                        | 8 499 000                        |
| 抚顺 Fushun             | 1 384 000                | Prefeitura                        | 2 300 000                        |
| 厦门 Xiamen             |                          | Cidade zona económica especial    | 1 370 000                        |
| 珠海 Zhuhai             |                          | Cidade zona económica especial    | 1 332 000 (2004)                 |
| 鞍山 Anshan             | 1 285 849                | Prefeitura                        | 3 584 000                        |
| 扬州 Yangzhou           | 1 125 200 (2003)         | Prefeitura                        | 4 536 100 (2003)                 |
| 周口 Zhoukou            |                          | Prefeitura                        | 1 060 000                        |
| 西宁 Xining             | 1 029 400                | Área administrativa               | 2 095 000 (2006)                 |
| 镇江 Zhenjiang          | 1 013 600                | Prefeitura                        | 2 672 100 (2004)                 |
| 柳州 Liuzhou            | 950 000                  | Prefeitura                        | 3 512 000                        |
| 保定 Baoding            | 920 000                  | Área administrativa               | 11 000 000 (2006)                |
| 平顶山 Pingdingshan     | 891 814 (2006)           | Prefeitura                        | 4 800 000 (2000)                 |
| 南平 Nanping            |                          | Prefeitura                        | 2 860 000                        |
| 温州 Wenzhou            | 873 000                  | Área administrativa               | 7 777 000 (2006)                 |
| 泉州 Quanzhou           |                          | Área administrativa               | 7 520 000 (excluding Quemoy)     |
| 南阳 Nanyang            | 800 000                  | Área administrativa               | 11 000 000 (2006)                |
| 廊坊 Langfang           | 763 000                  | Prefeitura                        | 3 910 000 (2004)                 |
| 衡阳 Hengyang           | 761 888                  | Prefeitura                        |                                  |
| 新乡 Xinxiang           |                          | Prefeitura                        | 5 505 000                        |
| 安阳 Anyang             |                          | Prefeitura                        | 5 250 000 (2002)                 |
| 秦皇岛 Qinhuangdao      | 759 000                  | Prefeitura                        | 2 758 000                        |
| 银川 Yinchuan           | 736 300                  | Provincial capital                | 1 377 000                        |
| 潮州 Chaozhou           | 670 000                  | Prefeitura                        | 2 534 000 (2006)                 |
| 桂林 Guilin             | 670 000                  | Prefeitura                        | 1 300 000                        |
| 临沂 Linyi              |                          | Área administrativa               | 11 300 000 (2006)                |
| 安庆 Anqing             | 650 000                  | Prefeitura                        | 6 500 000 (2006)                 |
| 丹东 Dandong            | 643 000                  | Prefeitura                        | 2 390 000 (2001)                 |
| wikt:绵wikt:阳 Mianyang | 600 000                  | Prefeitura                        | 5 200 000                        |
| 常州 Changzhou          |                          | Prefeitura                        | 3 489 000 (2004)                 |
| 蚌埠 Bengbu             | 585 000                  | Prefeitura                        | 3 469 700 (2004)                 |
| 佳木斯 Jiamusi          | 555 000                  |                                   |                                  |
| 沧州 Cangzhou           | 550 000 (2004)           | Prefeitura                        | 7 100 000 (2006)                 |
| 淮南 Huainan            | 400 000                  | Prefeitura                        | 2 335 798 (2004)                 |
| 芜湖 Wuhu               |                          | Prefeitura                        | 2 245 600 (2004)                 |
| 拉萨 Lhasa              | 257 400                  | Prefeitura                        | 521 500                          |
| 北海 Beihai             | 135 500                  | Prefeitura                        | 1 450 000 (2001)                 |
| 克拉玛依 Karamay        |                          | Prefeitura                        | 290 000 (2002)                   |
| 丽江 Lijiang            |                          | Prefeitura                        | 1 126 646 (2000)                 |
| 本溪 Benxi              |                          | Prefeitura                        | 937 805                          |
| 黄石 Huangshi           |                          | Prefeitura                        |                                  |
| 锦州 Jinzhou            |                          | Prefeitura                        |                                  |
| 阜新 Fuxin              |                          | Prefeitura                        |                                  |
| 鹤岗 Hegang             |                          | Prefeitura                        |                                  |
| 营口 Yingkou            |                          | Prefeitura                        |                                  |
| 牡丹江 Mudanjiang       |                          | Prefeitura                        |                                  |
| 辽阳 Liaoyang           |                          | Prefeitura                        |                                  |
| 喀什 Kashgar            |                          | Prefeitura                        |                                  |
| 阿勒泰 Altay            |                          | Prefeitura                        |                                  |
| 阿克苏 Aksu             |                          | Prefeitura                        |                                  |
| 舟山 Zhoushan           |                          | Prefeitura                        |                                  |
| 台州 Taizhou            |                          | Prefeitura                        |                                  |
| 曲阜 Qufu               |                          |                                   |                                  |